# Śląska Biblioteka Cyfrowa
Śląska Biblioteka Cyfrowa (tiếng Anh: Silesian Digital Library) (SDL) - một thư viện kỹ thuật số được đồng sáng lập bởi nhiều tổ chức đại diện cho lĩnh vực văn hóa, giáo dục và khoa học ở Silesia lịch sử và Silesian Voivodeship, Ba Lan.

## Tổng quát
Thư viện số Silesia được chia thành các bộ sưu tập: Bộ sưu tập Tài liệu tham khỏa, Di sản văn hóa, Tài liệu giáo dục và khoa học, Tài liệu khác và Khu vực. Các bộ sưu tập trình bày di sản văn hóa của khu vực, di sản văn hóa quốc gia, châu Âu và thế giới được thu thập trong khu vực, các ấn phẩm khoa học, tài liệu giáo dục và giảng dạy, và đóng góp khác của các tổ chức tham gia.
Thư viện số Silesia nằm trong hệ thống thư viện số quốc gia, và do đó cũng cho phép truy cập trực tiếp vào các tài liệu được xuất bản trong các thư viện kỹ thuật số khu vực và tổ chức khác. Mô tả các ấn phẩm của Thư viện số Silesia được lập chỉ mục và có thể được tìm kiếm bởi các công cụ tìm kiếm toàn cầu. SDL cung cấp 5 phiên bản ngôn ngữ của giao diện người dùng: Ba Lan, Anh, Đức, Pháp và Séc.

## Cơ quan
Nội dung số của Thư viện số Silesia được tạo ra một cách phân phối bởi mỗi tổ chức tham gia của SDL. Những người tham gia xuất bản về quyền bình đẳng và mỗi người trong số họ quyết định tự chủ những ấn phẩm nào và bao nhiêu trong số đó sẽ được xuất bản. Tài nguyên được xuất bản trong SDL có sẵn cho người dùng phi thương mại miễn phí. Điều kiện sử dụng thương mại các tài liệu SDL phụ thuộc vào quyết định của chủ sở hữu bản quyền của các ấn phẩm kỹ thuật số. Mỗi Người tham gia chịu trách nhiệm giải quyết vấn đề bản quyền, đảm bảo các quyền được chấm dứt hoặc ký kết thỏa thuận với chủ sở hữu quyền.
Điều phối viên tổ chức của SDL là Thư viện Silesia ở Katowice. Nội dung SDL và cơ sở hạ tầng chính của nó nằm trong Thư viện Silesia hỗ trợ các miền SDL, cung cấp kết nối Internet và quản trị hệ thống của nó.

## Lịch sử
Thư viện kỹ thuật số Silesia (SDL) được khởi xướng bởi Thỏa thuận sáng lập giữa Thư viện Silesian ở Katowice và Đại học Silesia được ký ngày 20 tháng 7 năm 2006 bởi GS. Janusz Janeczek (Hiệu trưởng Đại học Silesia) và GS. Jan Malicki (Giám đốc Thư viện Silesian). Mục đích của thỏa thuận là tìm ra các nguyên tắc tham gia mở của các tổ chức khác trong khu vực.
Nguyên tắc đồng sáng tạo SDL được quy định bởi Thỏa thuận đồng sáng tạo Thư viện số Silesia, được thành lập cùng nhau bởi tất cả các tổ chức tuyên bố tham gia SDL, vào ngày 24 tháng 10 năm 2006. Thỏa thuận được mở trong tính chất của nó và tất cả các tổ chức chia sẻ mục tiêu của nó và đại diện cho lĩnh vực văn hóa, giáo dục và khoa học có thể tham gia vào nó. Lễ khai trương chính thức của Thư viện số Silesia diễn ra vào ngày 27 tháng 9 năm 2006 và được thực hiện bởi Phó Nguyên soái của Voląskie (Silesian) Voivodeship Sergiusz Karpiński.